# Dachschiefergrube Wadrill

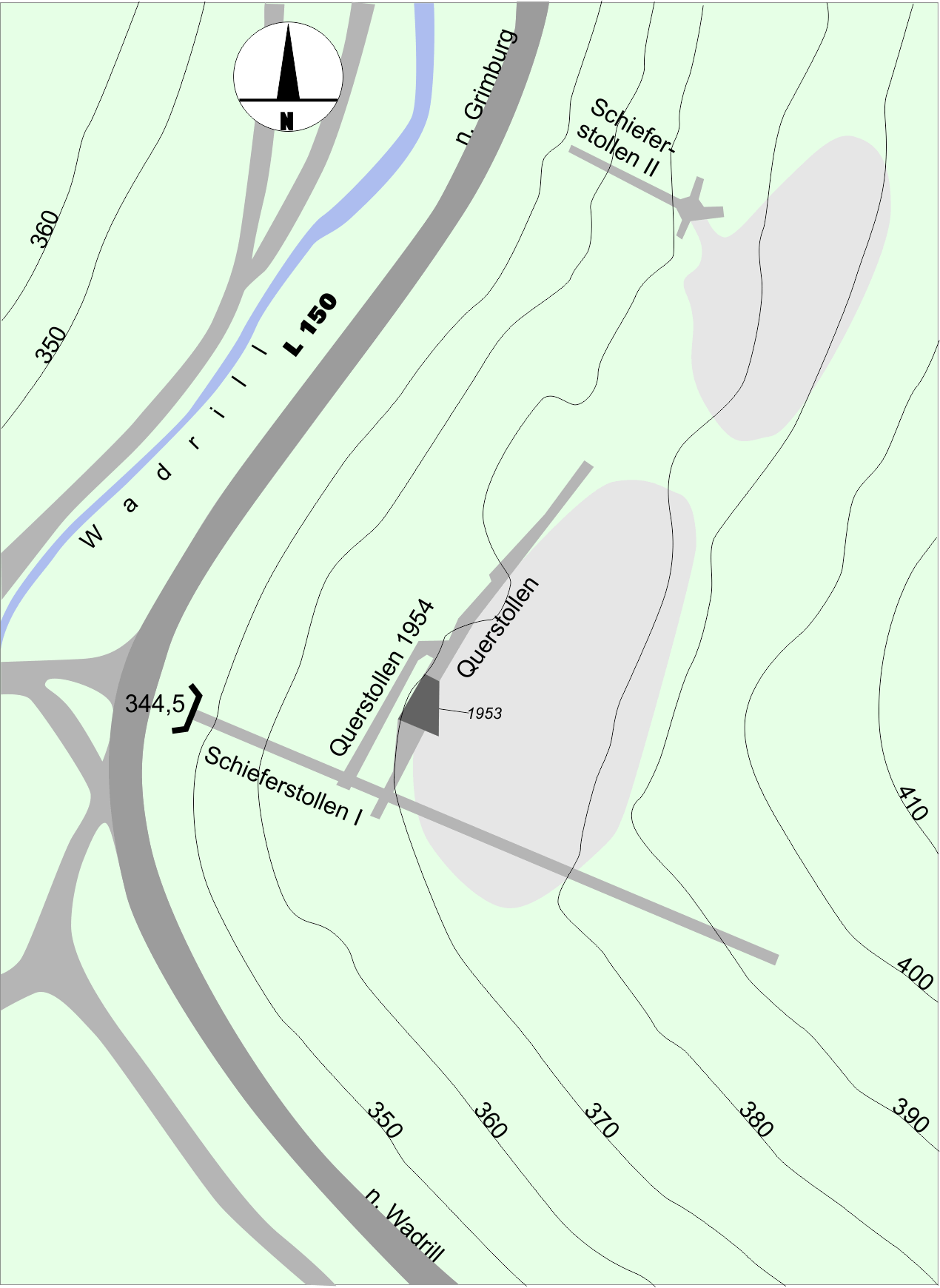
Lagekarte der Grube mit Einsturzstelle 1953. Hellgraue Fläche unterirdische Abraumhallen. Situation 1978.
unten: Schieferreste am Straßenrand der L 150

Die Dachschiefergrube Wadrill liegt in einer Innenkurve an der Landesstraße 150 zwischen Wadrill und Grimburg im Saarland gut einen Kilometer südlich der Landesgrenze zu Rheinland-Pfalz. Sie ist die einzige saarländische Dachschiefergrube und wurde nachweislich seit den 1520er Jahren bis wahrscheinlich 1953 ausgebeutet. Sie wurde 1978/79 im Zuge der Planungen für die nie errichtete Talsperre Wadrill letztmals befahren und noch in der ersten Hälfte des Jahres 1979 zugemauert. Das Wadrilltal blieb so in seinem ursprünglichen Zustand erhalten.
Der hier als Umlaufberg geformte Felsenberg (537,2 m ü. NHN) wird an seiner Westseite auf etwa 330 Höhenmetern von der nach Süden fließenden Wadrill umspült. Parallel zum Fluss verläuft die Landstraße sowie auf der gegenüberliegenden Uferseite ein Weg untergeordneter Bedeutung. Etwa 50 Meter nordöstlich von dem heute noch gut sichtbaren Stollenmund gab es noch einen weiteren, den sogenannten „unteren“ Eingang, der aber nach der letzten Befahrung zugeschüttet wurde.
In der Nähe des Schieferstollens befindet sich an der Wadrill (im Einzugsgebiet der Prims) ein Pegel.

## Geschichte
Der älteste Nachweis des Bestehens der Dachschiefergrube Wadrill ist für die Tätigkeit eines Leyendeckers am Pfortenhaus der Burg Dagstuhl zu finden. Zum Rechnungsbetrag von 2 Gulden und 13 Albus wurde die Lieferung von 12 Reiß Leyen angegeben. Leyen oder auch Leihen ist die im Hochwald übliche Bezeichnung für Schieferplatten. Nach Quellenlage ruhte der Abbau im 17. Jahrhundert. Aus dem Jahr 1793 existiert das Protokoll „Die Leyenbrüche zu Wadrill insbesondere des von der Probstey zu St. Paulin behauptete Recht zur Erteilung der Concession und zum Bezug des Zehnten“, das die Berechtsame regelt. Verschiedene Zeugen sagten vor dem paulinsche Meier von Wadrill darin aus, dass schon vor 40 oder 50 Jahren mit Erlaubnis des Propstes die Leyenkaul im Betrieb gewesen sei. Die Kirche habe dafür ihren Zehnten erhalten. Weiter geht aus dem Protokoll hervor, dass der Hüttenmeister Nacher aus Bierfeld 20 Jahre zuvor über 200 Reiß Leyen habe fördern lassen und den Zehnten nur an St. Paulin gezahlt habe, nicht aber an die Grimburger Kellnerei. Vom geförderten Eisenstein entrichtete Nacher den Zehnten pflichtgemäß an die Kellnerei Grimburg. Der Propst von St. Paulin konnte also zu Recht die Konzession zum ‚Leyenbrechen‘ erteilen. In diesem Protokoll wird ferner eine Anordnung von Franz Georg von Schönborn aus dem Jahr 1743 erwähnt, der den Bürgern von Wadrill das Recht einräumte, „die damals schon verfallene Leyenkaule daselbst auf ihre Kosten unter dem weiteren Bedinge aufzuraumen, daß die Monatsfriste, damit der Anfang gemacht, und der Zehnte Reis Leyen unter Obsicht des dasigen Paulinischen Mayers zur Probsteilichen Kellnerey verrechnet werden sollte.“: S. 47–49 Im Lagerbuch der Pfarrei ist auch von einem Erzfund die Rede. Allerdings handelte es sich wohl nur um eine Kleinstmenge. Die Ergebnisse eines stattgefundenen Schmelzversuches sind nicht überliefert. Zudem wäre dieses Material unter das landesherrliche Bergregal gefallen und in den Aufzeichnungen von Kurtrier ist kein derartiger Eintrag nachweisbar.
Das Heraustragen des Fördergutes auf dem Rücken war eine sehr schwere Arbeit und wurde 1890 verboten. Die Förderung erfolgte nun durch handgeschobene Förderwagen. Im Ende des 19. Jahrhunderts gibt es keine Berechtsame mehr. Aus dieser Zeit erhalten geblieben ist eine von Markscheider Kehsler aufgenommene Profilzeichnung des Stollens. Darin eingezeichnet ist der Ort, an dem Sprengstoff gelagert werden soll. Dem dazugehörenden Antrag auf die Erteilung einer Genehmigung wurde am 11. Januar 1898 entsprochen. Aus dem Jahr 1921 stammt ein weiterer Riss, der die Verhältnisse unter Tage im Maßstab 1 : 500 darstellt.
Nach dem Zweiten Weltkrieg wurde die Grube 1947 erneut eröffnet, diesmal als „STEGRONI GmbH – Mines d’ardoises de la Sarre, Wadrill“, einer Tochtergesellschaft zur Exploration der Stegroni AG. Aus dieser Zeit stammt das heute noch sichtbare Mundloch. Der Schiefer galt zwar wegen seiner glatten Oberfläche als besonders hochwertig, allerdings hatte er viele Klüfte und Einschlüsse aus Quarzit, sodass die Erträge wenig ergiebig waren. Die Stegroni AG ging bereits Anfang der 1950er Jahre in Konkurs.
Die letzten Arbeiter unternahmen noch kurze Zeit selbst den Abbau. Doch Mitte April 1953 ereignete sich bei einer Sprengung eine Verschüttung der Abbaukammer, weil das Hangende nicht hielt. Bis zum darauf folgenden Winter wurden die Arbeiten zwar fortgesetzt und ein neuer Querstollen wurde gegraben, doch kam der Betrieb endgültig zum Erliegen. Eine Teilnahme an der Saarmesse im Mai 1954 ist nicht nachweisbar. Grundstückseigentümer ist nach wie vor die Gehöfterschaft Wadrill.: S. 55

## Regionale Geologie
Der Felsenberg mit der Dachschiefergrube Wadrill liegt im Südwesten des Hunsrück, das heißt im variszisch verfalteten Paläozoikum des Rheinischen Schiefergebirges. Er befindet sich am Südrand des Schiefergebirges, nur ca. 1,5 km nördlich des Übergangs in die ungefaltete Variszidenmolasse der Saar-Nahe-Senke. Die am Felsenberg anstehenden und im Bergwerk aufgeschlossenen marinen Tonschiefer stammen aus der ältesten Stufe des Devons, dem Lochkovium, was regional der Gedinne-Stufe entspricht. Es handelt sich lithostratigraphisch um die sogenannten Bunten Schiefer oder auch Züscher Schiefer. Die Tonschiefer sind, grün- oder graugefärbt und mit Sandsteinlagen durchsetzt. Die bunten Farben weisen auf eine hohe Sauerstoffdurchmischung und damit, zusammen mit den Sandsteinlagen, auf verhältnismäßig geringe Wassertiefen bzw. eine relative Küstennähe des Ablagerungsraumes hin. Die Schiefer sind allerdings sehr fossilarm, sodass die Einstufung ins Gedinne nicht als völlig gesichert gelten kann. Die Bunten Schiefer wurden während des Autobahnbaus der A 1 in der zweiten Hälfte der 1960er auch im nahen Nonnweiler-Bierfeld großräumig aufgeschlossen. Sie gehen nach Norden und Süden in die Hermeskeiler Schichten (auch Hermeskeilschiefer) über. Bei diesen nimmt der Sandsteinanteil zu und die bunten Farben verschwinden.: S. 61

## Grubengebäude, Abbaumethoden und strukturgeologische Besonderheiten
„Durch die steile bis senkrechte Lagerung (60°–90°) mussten die Schieferblöcke im Firstenstoßbau gewonnen werden. In den Abbaukammern wurden die Schieferblöcke von unten nach oben durch Einkerbungen abgekeilt oder durch einen sanften schiebenden Gewinnungsschuß mit Schwarzpulver herausgelöst. Die hierdurch gewonnenen Blöcke wurden untertage durch Spaltung parallel zur Schieferung (Reißen) bzw. Spaltung senkrecht zur Schieferung (Köpfen) in förderbare Blöcke zerlegt.“: S. 52
1978 erfolgte die letzte geologische Aufnahme der Grube, weil wenig oberhalb an der Wadrill die Planungen für den Bau der Talsperre Wadrill begonnen hatten. Die Tektonik an dieser engen Talstelle sollte untersucht werden. Es galt, Klüftungen, Brüche und Verwerfungen festzustellen. Die Untersuchungen unternahm das Landesamt für Wasserwirtschaft und Abfallbeseitigung (LWA) in Saarbrücken. Auftragnehmer war das Ingenieurbüro Lahmeyer in Frankfurt. Für die Aufschlussbohrungen war die Arbeitsgemeinschaft Clemens/Brebach und Preussag/Darmstadt zuständig.: S. 57
Die Befahrung der beiden Stollensysteme begann am 21. November 1978 und wurde von den Herren Hermann und Dr. Schetelig dokumentiert. Der neuere Stollen ist mit Schieferstollen I bezeichnet und besteht aus dem nun zugemauerten Stollenmundloch, dem dahinter folgenden, etwa 120 Meter langen, quer zum Streichen bergeinwärts aufgefahrenen Stollen und drei größeren Abbaukammern, die annähnernd übereinander, nordöstlich des Querschlages aufgefahren wurden. Die drei Abbaue liegen auf 338 m NN, 344 m NN und 350 m NN, wobei der untere Abbau über eine Rampe erreichbar ist, normalerweise aber unter Wasser steht.: S. 57
Der Mittlere Abbau war der bedeutendste. Er liegt auf dem Niveau des Hauptstollens. Durch den Einsturz des Hangendens ist dieser Abbau heute nur noch über die untere Kammer zugänglich. Der Obere Abbau ist nicht mehr zugänglich und wurde nur entdeckt, weil ein Aufbruch des hier nahezu waagerecht lagernden Schiefermaterials sichtbar war. Mithilfe einer 30-mm-Kernbohrung konnte der Hohlraum bestätigt werden. Dementsprechend ist über seine Ausdehnung keine Feststellung gemacht worden. Eine weitere, vierte Kammer ist denkbar.
Die drei übereinander liegenden Abbaue wurden aufgrund der fast senkrecht anstehenden Schieferlagerung erforderlich. Sie sind etwa 40 Meter lang und vier bis acht Meter breit. Ihre lichte Höhe liegt zwischen vier und fünf Metern. Die Decken zwischen den Abbaukammern gelten laut Bericht als äußerst schwach und daher als einsturzgefährdet, zumal sie durch Schächte und Aufbrüche unterbrochen sind und kaum noch durch Gebirgspfeiler gestützt werden.
Der Schieferstollen II, auch Josefsstollen genannt, liegt etwa 100 Meter nördlich, talaufwärts vom Schieferstollen I. Das Portal ist vollständig verstürzt. Diese Zone wurde zur Befahrung geräumt. Dahinter zeigte sich ein etwa 15 Meter langes, gut erhaltenes Stollenstück, das in eine vieleckige, etwa acht Meter Durchmesser große Abbaukammer mündete. Von dieser Kammer zweigen sicher zwei, vielleicht drei Stollen ab. Die Decke dieser Abbaukammer war etwa vier bis fünf Meter hoch verstürzt; die heutige Decke liegt etwa sieben bis acht Meter über der Sohle. Ein Stollenstück zeigt in Richtung des Schieferstollens I, liegt aber unter Wasser. Es wurde vermutet, aber nicht weiter untersucht, dass dies der Verbindungsstollen zum neueren, oben beschriebenen Schieferstollen I gewesen sein könnte.